# Delmarvahalvön
Delmarvahalvön är en halvö vid Atlantens kust i östra USA. Halvön avgränsas i väster av Chesapeake Bay, i öster av Delawarefloden, Delawarebukten och Atlanten, samt i norr av Chesapeake and Delaware Canal. Halvön delas huvudsakligen av delstaterna Delaware och Maryland. I söder tillhör en mindre del Virginia. Här förbinder Chesapeake Bay-bron halvön med fastlandsdelen av Virginia. Halvöns namn är ett teleskopord baserat på de tre delstaternas namn. Halvöns västra sida kallas för Eastern shore eftersom det är Chesapeake Bays östra strand. Den största staden på halvön är Dover, som också är delstaten Delawares huvudstad. Tidigare hade indianstammen Choptank-folket sitt centrum i och omkring Delmarvahalvön. 